# Фомин, Пётр Тимофеевич
Пётр Тимофеевич Фомин (18 октября 1919, Ледяха, Локнянский район — 9 января 1996, Санкт-Петербург) — российский, советский художник-живописец, педагог. Народный художник СССР (1991).

## Биография

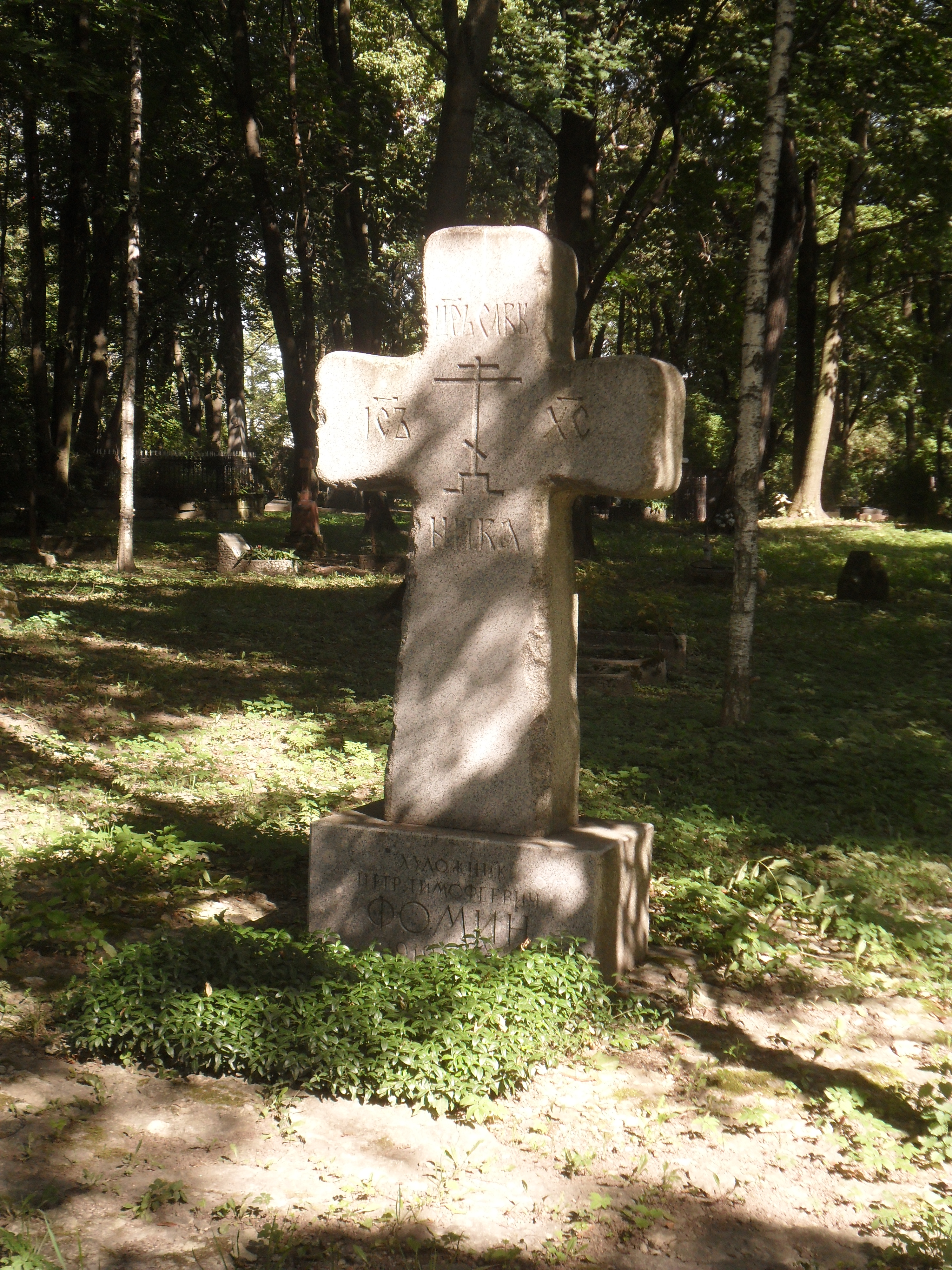
Могила П. Фомина на Литераторских мостках в Санкт-Петербурге.

Пётр Фомин родился 18 октября 1919 года в деревне Ледяха (ныне Локнянского района Псковской области).
Участник войны. Сражался на Ленинградском и 3-м Белорусском фронтах в частях авиационного обслуживания 1-й Воздушной армии. Участник обороны Ленинграда, штурма Кёнигсберга.
После демобилизации в 1946 поступил на живописный факультет Ленинградского института живописи, скульптуры и архитектуры им. И. Е. Репина, который окончил в 1952 по мастерской В. М. Орешникова с присвоением квалификации художника живописи. Дипломная работа — историческое полотно «Кутузов под Бородино».
Участвовал в выставках с 1952 года, экспонируя свои работы вместе с произведениями ведущих мастеров изобразительного искусства Ленинграда. Писал жанровые и исторические картины, портреты, пейзажи.
С 1952 преподавал в Ленинградском институте живописи, скульптуры и архитектуры им. И. Е. Репина, профессор с 1971, ректор института в 1983—1991.
Автор картин «Вернулись» (1959), «У автобусной остановки» (1961), «Синие воды» (1964), «Ветрено» (1967), «Начало апреля» (1972), «Огородницы», «Берега Онеги» (обе 1964), «Весна в Изборске» (1965), «Весенний пейзаж» (1986), «Апрельский день» (1972), «Лён» (1975), «Летом» (1977), «Псковщина» (1973), «Солдатки» (1980) и других.
Неоднократно работал на творческой базе ленинградских художников в Старой Ладоге.
Персональные выставки в Государственном Русском музее (1984), в Научно-исследовательском музее Российской Академии художеств в Санкт-Петербурге (1994 и 2000), в Центральном выставочном зале в Москве (1986), в Псковском художественном музее-заповеднике (1995).
Академик АХ СССР (1988; член-корреспондент 1970). Члены Союза художников СССР. Член Санкт-Петербургского Союза художников (до 1992 года — Ленинградской организации Союза художников РСФСР) с 1952 года. В 1972—1985 годах избирался председателем правления Ленинградской организации Союза художников РСФСР. Секретарь правления СХ РСФСР (1972—1976), СХ СССР.
Отец живописца, академика РАХ Н. П. Фомина (род. 1949).
Скончался 9 января 1996 года в Санкт-Петербурге. Похоронен на Литераторских мостках Волковского кладбища.
Произведения П. Т. Фомина находятся в Государственном Русском музее, Третьяковской галерее, в музеях и частных собраниях в России, Великобритании, Японии, США, Франции, и других странах.

## Награды и звания
- Заслуженный художник РСФСР (1970)
- Народный художник РСФСР (1977)
- Народный художник СССР (1991)
- Государственная премия РСФСР имени И. Е. Репина (1983) — за серию пейзажей «Родной край»
- Орден Октябрьской Революции (1986)
- Орден Отечественной войны 2-й степени (1985)
- Орден Трудового Красного Знамени
- Медаль «За боевые заслуги» (1945)
- Медаль «За оборону Ленинграда»
- Медаль «За доблестный труд»
- Медаль «За победу над Германией в Великой Отечественной войне 1941-1945 гг.»
- Медаль «Двадцать лет победы в Великой Отечественной войне 1941-1945 гг.»
- Медаль «Тридцать лет Победы в Великой Отечественной войне 1941-1945 гг.»
- Медаль «Сорок лет Победы в Великой Отечественной войне 1941-1945 гг.»
- Медаль «50 лет Победы в Великой Отечественной войне 1941-1945 гг.»
- Медаль «50 лет Вооружённых Сил СССР»
- Медаль «60 лет Вооружённых Сил СССР»
- Медаль «70 лет Вооружённых Сил СССР»
- Золотая медаль АХ СССР

## Выставки
- 1958 год (Ленинград): Осенняя выставка произведений ленинградских художников.
- 1964 год (Ленинград): Ленинград. Зональная выставка.
- 1975 год (Ленинград): Наш современник. Зональная выставка произведений ленинградских художников.
- 1976 год (Москва): Изобразительное искусство Ленинграда.
- 1980 год (Ленинград): Зональная выставка произведений ленинградских художников.